# RAC Tourist Trophy 1954
Navigation
Édition précédente Édition suivante
Le RAC Tourist Trophy 1954, disputées le 11 septembre 1954 sur le circuit de Dundrod, est la cinquième manche du Championnat du monde des voitures de sport 1954.

## Course

### Classement de la course
| Pos. | N° | Classe | Pilotes               | Pilotes               | Écurie                        | Châssis                            | Tours              | Abandons                   |
| ---- | -- | ------ | --------------------- | --------------------- | ----------------------------- | ---------------------------------- | ------------------ | -------------------------- |
| 1    | 15 | S3.0   | Mike Hawthorn         | Maurice Trintignant   | Scuderia Ferrari              | Ferrari 750 Monza                  | 7 h 14 min 13 s 84 |                            |
| 2    | 3  | S5.0   | Piero Taruffi         | Juan Manuel Fangio    | Scuderia Lancia               | Lancia D24                         | 7 h 16 min 26 s 84 |                            |
| 3    | 4  | S5.0   | Robert Manzon         | Eugenio Castellotti   | Scuderia Lancia               | Lancia D24                         | 7 h 16 min 27 s 82 |                            |
| 4    | 9  | S5.0   | George Abecassis      | Jim Mayers            | H. W. Motors                  | HWM Jaguar 108                     | 79                 |                            |
| 5    | 57 | S2.0   | Luigi Musso           | Sergio Mantovani      | Officine Alfieri Maserati     | Maserati A6GCS/53                  | 79                 |                            |
| 6    | 6  | S3.0   | Ken Wharton           | Peter Whitehead       | Jaguar Car Ltd.               | Jaguar D-Type                      | 79                 |                            |
| 7    | 11 | S5.0   | Jacques Swaters       | Roger Laurent         | Ecurie Francorchamps          | Jaguar C-Type                      | 78                 |                            |
| 8    | 19 | S3.0   | Graham Whitehead      | Dennis Poore          | David Brown                   | Aston Martin DB3S                  | 78                 |                            |
| 9    | 31 | S2.0   | Bob Said              | Masten Gregory        | Bob Said                      | Ferrari 500 Mondial                | 75                 |                            |
| 10   | 35 | S2.0   | Alan Brown            | Mike Keen             | Robert J. Chase               | Cooper-Bristol T20 Sports          | 74                 |                            |
| 11   | 37 | S1.5   | Redmond Gallagher     | Don Beauman           | Redmond Gallagher             | Gordini T15S                       | 73                 |                            |
| 12   | 32 | S2.0   | Dick Odlum            | Cecil Vard            | Automobiles Frazer Nash Ltd.  | Frazer Nash Le Mans Replicas Mk II | 72                 |                            |
| 13   | 10 | S5.0   | Joe Flynn             | Torrie Large          | Joe Kelly                     | Jaguar C-Type                      | 72                 |                            |
| 14   | 20 | S3.0   | Stirling Moss         | Peter Walker          | Jaguar Cars Ltd.              | Jaguar D-Type                      | 71                 |                            |
| 15   | 39 | S1.5   | Ken McAlpine          | Jack Fairman          | Kenneth McAlpine              | Connaught AL/SR                    | 71                 |                            |
| 16   | 45 | S1.5   | Ian Burgess           | Tony Palmer-Morewood  | Bob Said                      | Osca MT4 1350                      | 70                 |                            |
| 17   | 30 | S2.0   | Brian McCaldin        | Charles Eyre-Maunsell | Brian McCaldin                | Triumph TR2                        | 69                 |                            |
| 18   | 27 | S2.0   | John Johnstone        | Ian Titterington      | J.B. Johnstone                | Triumph TR2                        | 69                 |                            |
| Abd. | 1  | S5.0   | Alberto Ascari        | Luigi Villoresi       | Scuderia Lancia               | Lancia D25                         | 69                 | Differentiel               |
| 19   | 28 | S2.0   | Ted Lund              | Tom Blackburn         | Ted Lund                      | Triumph TR2                        | 68                 |                            |
| 20   | 29 | S2.0   | Bob Dickson           | W. Ken Richardson     | Robert Dickson                | Triumph TR2                        | 68                 |                            |
| 21   | 52 | S750   | Paul Armagnac         | Gérard Laureau        | Automobiles Deutsch et Bonnet | D.B. HBR Panhard                   | 67                 |                            |
| 22   | 25 | S2.0   | Leslie Brooke         | James Scott Douglas   | Leslie Brooke                 | Triumph TR2                        | 67                 |                            |
| 23   | 38 | S1.5   | Raymond Flower        | Ernie McMillen        | Raymond Flower                | Porsche 356                        | 66                 |                            |
| 24   | 26 | S2.0   | Ray Merrick           | John Maurice Tew      | Ray Merrick                   | Triumph TR2                        | 65                 |                            |
| Dsq. | 58 | S2.0   | Cesare Perdisa        | Benoît Musy           | Officine Alfieri Maserati     | Maserati A6GCS                     | 63                 | Assistance                 |
| 25   | 47 | S1.1   | Bob Ferguson          | Alan Rippon           | Kieft Cars Ltd.               | Kieft-Climax 1100                  | 60                 |                            |
| Nc.  | 23 | S2.0   | Colin Davis           | Horace Gould          | Gilby Engineering             | Maserati A6GCS                     | 60                 |                            |
| 26   | 54 | S750   | Guy Allegre           | Albert Barbey         | Marocaine                     | Panhard Dyna Z                     | 58                 |                            |
| Abd. | 17 | S3.0   | Reg Parnell           | Roy Salvadori         | David Brown                   | Aston Martin DB3S                  | 57                 | Accident                   |
| Dsq. | 22 | S2.0   | J. E. Byrnes          | Ronnie Adams          | J. E. Byrnes                  | Kieft-Bristol                      | 48                 | Mécanique                  |
| Abd. | 51 | S750   | René Bonnet           | Élie Bayol            | Automobiles Deutsch et Bonnet | D.B. HBR Panhard                   | 47                 | Accident                   |
| Abd. | 46 | S1.1   | Dick Steed            | Peter Scott-Russell   | Lotus Engineering             | Lotus-MG Mark VIII                 | 46                 | Roue                       |
| Abd. | 56 | S2.0   | Luigi Bellucci        | Giorgio Scarlatti     | Officine Alfieri Maserati     | Maserati A6GCS                     | 37                 | Système de refroidissement |
| Abd. | 5  | S5.0   | Tony Rolt             | Duncan Hamilton       | Jaguar Cars Ltd.              | Jaguar D-Type                      | 34                 | Pression d'huile           |
| Abd. | 49 | S1.1   | Peter Reece           | Jackie G. Reece       | Giacomo Caprara               | Osca MT4 1100                      | 33                 | Accident                   |
| Abd. | 36 | S1.5   | Jack Westcott         | Tommy Bridger         | Kieft Cars Ltd.               | Kieft-MG                           | 32                 | Boîte de vitesses          |
| Abd. | 42 | S1.5   | Nigel Allen           | Mike Anthony          | Lotus Engineering             | Lotus-MG Mark VIII                 | 20                 | Biellette                  |
| Abd. | 50 | S1.1   | Harry Merkel          | Luc Buchberger        | Harry Merkel                  | Porsche 550                        | 19                 | ?                          |
| Abd. | 18 | S3.0   | Peter Collins         | Pat Griffith          | David Brown                   | Aston Martin DB3S                  | 15                 | Transmission               |
| Abd. | 41 | S1.5   | Colin Chapman         | Michael Costin        | Lotus Engineering             | Lotus-MG Mark VIII                 | 15                 | Accident                   |
| Abd. | 43 | S1.5   | Brian Naylor          | George Pitt           | Brian Naylor                  | Cooper-MG T29                      | 15                 | Moteur                     |
| Abd. | 55 | S750   | Pascal Berinstein     | Georges Trouis        | Franco-britannique            | D.B. HBR Panhard                   | 14                 | ?                          |
| Abd. | 16 | S3.0   | Joe Kelly             | Desmond Titterington  | Joe Kelly                     | Ferrari 750 Monza                  | 13                 | Boîte de vitesses          |
| Abd. | 53 | S750   | Jean Lucas            | Jean-Pierre Feuz      | Automobiles Deutsch et Bonnet | D.B. HBR Renault                   | 13                 | ?                          |
| Abd. | 2  | S5.0   | Juan Manuel Fangio    | Eugenio Castellotti   | Scuderia Lancia               | Lancia D25                         | 11                 | Moteur et fuite d'huile    |
| Abd. | 8  | S5.0   | Tony Gaze             | John Riseley-Prichard | H. W. Motors                  | HWM Jaguar 105                     | 9                  | Moteur                     |
| Abd. | 21 | S2.0   | Roberto Sgorbati      | Lance Macklin         | Automobili Osca               | Osca 2000S                         | 9                  | Allumage                   |
| Abd. | 34 | S2.0   | Peter Wilson          | Tony Brooks           | Henry Ohara Moore             | Frazer Nash Sebring                | 9                  | ?                          |
| Abd. | 48 | S1.1   | Don Parker            | David Boshier-Jones   | Kieft Cars Ltd                | Kieft-Climax 1100                  | 6                  | Suspension                 |
| Abd. | 44 | S1.5   | Peter Jackson         | Peter Lane            | Peter Jackson                 | Cooper-MG T29                      | 5                  | Moteur                     |
| Np.  | 14 | S3.0   | José Froilán González | Maurice Trintignant   | Scuderia Ferrari              | Ferrari 750 Monza                  |                    | Accident en essais         |